# Tavastehusleden
Tavastehusleden (finska Hämeenlinnanväylä) är det avsnitt av Riksväg 3 som går genom  huvudstadsregionen i Finland. Leden är en utfartsväg mot norr från Helsingfors och går genom Vanda. Vägen är fyrfilig med planskilda korsningar men har inte motorvägsstaus förrän norr om Ring III på grund av för korta accelerationsfält med snäva kurvor. Vägen utgör också Europaväg 12.

## Avfarter
Avfarter från Helsingfors:
|                   | Nr                                                       | Trafikplats                       | Korsande väg                         | Skyltning                       |
| ----------------- | -------------------------------------------------------- | --------------------------------- | ------------------------------------ | ------------------------------- |
| E 123 Fyrfältsväg |                                                          |                                   |                                      |                                 |
|                   | 1                                                        |                                   | 100 Skogsbackavägen 120 Vichtisvägen | centrum, Böle, Sockenbacka      |
|                   | 2                                                        | Haga planskilda anslutning        | Krämertsskogsvägen                   | Södra Haga, landtrafikcentralen |
|                   | 3                                                        | Norra Haga planskilda anslutning  | 101 Ring I                           | Ring I                          |
|                   | 4                                                        | Gamlas planskilda anslutning      | Kantelevägen                         | Gamlas, Håkansåker              |
|                   | 5                                                        |                                   | 102 Ring II (planerad)               |                                 |
|                   | 6                                                        | Gruvsta planskilda anslutning     | Kopparbergsvägen                     | Myrbacka                        |
|                   | 7                                                        | Mårtensdals planskilda anslutning | Mårtensdalsvägen                     | Mårtensdal                      |
|                   | 8                                                        | Mårtensby planskilda anslutning   | Mårtenbysvägen                       | Vandadalen                      |
|                   | 9                                                        | Vandadalens planskilda anslutning | E 1850 Ring III                      | Ring III                        |
|                   | E 123 Motorväg                                           |                                   |                                      |                                 |
|                   | 10                                                       | Kivistö planskilda anslutning     | Ripubyvägen                          | Kivistö                         |
|                   | 11                                                       | Klövskogs planskilda anslutning   | 132 Klövskogsvägen                   | Klövskog                        |
|                   | huvudstadsregionens gräns, se Riksväg 3 för fortsättning |                                   |                                      |                                 |